# Bendigo International
Die Bendigo International sind offene australische internationale Meisterschaften im Badminton. Austragungsort der Titelkämpfe ist Bendigo. Das Turnier wurde erstmals 2022 ausgetragen, nachdem die beiden zuvor geplanten Veranstaltungen der COVID-19-Pandemie in Australien zum Opfer fielen.

## Die Sieger
| Jahr      | Herreneinzel | Dameneinzel   | Herrendoppel                  | Damendoppel                  | Mixed                      |
| --------- | ------------ | ------------- | ----------------------------- | ---------------------------- | -------------------------- |
| 2020 2021 | abgesagt     | abgesagt      | abgesagt                      | abgesagt                     | abgesagt                   |
| 2022      | Lin Chun-yi  | Sung Shuo-yun | Chang Ko-chi Po Li-wei        | Lee Chia-hsin Teng Chun-hsun | Chang Ko-chi Lee Chih-chen |
| 2023      | Keita Makino | Jaslyn Hooi   | Chen Cheng-kuan Chen Sheng-fa | Setyana Mapasa Angela Yu     | Chen Sheng-fa Lin Jhih-yun |
| 2024      | Shogo Ogawa  | Tanya Hemanth | Chen Cheng-kuan Po Li-wei     | Hsu Yin-hui Lin Jhih-yun     | Wesley Koh Jin Yujia       |